# Jorvan Vieira
Jorvan Vieira (Duque de Caxias, 20 ottobre 1953) è un allenatore di calcio ed ex calciatore brasiliano, di ruolo difensore.

## Carriera

### Giocatore
Ha cominciato a giocare nel 1970 al Vasco da Gama. Nel 1972 si è trasferito al Botafogo. Nel 1976 è stato acquistato dalla Portuguesa, in cui ha militato fino al 1980.

### Allenatore
Ha cominciato la propria carriera allenando il Qatar SC nel 1980. Nel 1982 è diventato allenatore della Nazionale Under-20 dell'Oman. Nel 1983 firma un contratto con il FAR Rabat, squadra marocchina. Nel 1984, dopo due brevi esperienze al Wydad Casablanca e al Tihad Athletic Sport Casablanca, viene ingaggiato dall'Ittihad Riadi Tanger. Nel 1986 diventa assistente della Nazionale marocchina. Nel 1990 viene nominato commissario tecnico della Nazionale Under-20 del Kuwait. Nel 1999 firma un contratto con l'Al-Qadisiya, squadra kuwaitiana. Nel 2001, dopo una breve esperienza in Egitto con l'Ismaily, diventa nuovamente commissario tecnico della Nazionale Under-20 omanita. Nel 2002 viene nominato commissario tecnico della Nazionale Under-20 della Malaysia. Nel 2004 firma un contratto con l'Al-Nasr Salalah, squadra della prima divisione omanita. Nel 2005 viene ingaggiato dall'Al-Ta'ee Ha'il, squadra saudita. Il 20 maggio 2007 viene nominato commissario tecnico della Nazionale irachena, con cui partecipa alla Coppa d'Asia 2007. Mantiene l'incarico fino al 15 agosto 2007. Il 2 febbraio 2008 firma un contratto fino al termine della stagione con il Sepahan, squadra iraniana. Il 2 settembre 2008 torna ad allenare la Nazionale irachena. Rimane alla guida della Nazionale irachena fino al 6 febbraio 2009. Nell'estate del 2011 firma un contratto con il Baniyas, squadra degli Emirati Arabi Uniti. Il 16 dicembre 2011 diventa invece allenatore dello Sharjah. Il 10 agosto 2012 firma un contratto con lo Zamalek, società egiziana. Il 23 agosto 2013 viene nominato commissario tecnico della Nazionale kuwaitiana; mantiene l'incarico fino al 7 dicembre 2014. Nel luglio del 2016 viene ingaggiato dallo Smouha, squadra della massima serie egiziana; mantiene l'incarico fino al 31 ottobre 2016.

## Palmarès

### Giocatore

#### Competizioni statali
- Campionato Carioca: 1

Vasco da Gama: 1970

### Allenatore

#### Club

##### Competizioni nazionali
- Campionato marocchino: 1

FAR Rabat: 1983-1984
- Coppa del Marocco: 1

FAR Rabat: 1983-1984
- Coppa d'Egitto: 1

Zamalek: 2012-2013

#### Nazionale
- Coppa d'Asia: 1

2007